# Frank Ronstadt
Frank Ronstadt (* 21. Juli 1997 in Hamburg) ist ein deutscher Fußballspieler ghanaischer Abstammung, der seit Januar 2024 beim 1. FC Kaiserslautern unter Vertrag steht.

## Vereinskarriere

### Anfänge in Hamburg
Ronstadt begann seine Karriere in der Jugend des FC St. Pauli und wechselte 2011 in das Nachwuchsleistungszentrum des Lokalrivalen Hamburger SV. Dort spielte er in der Saison 2013/14 mit den B1-Junioren (U17) in der B-Junioren-Bundesliga und kam zudem parallel zu zwei Einsätzen für die A-Junioren (U19) in der A-Junioren-Bundesliga. In den Spielzeiten 2014/15 und 2015/16 gehörte er dann fest zur U19 und kam ab dem Frühjahr 2015 parallel zu Einsätzen in der zweiten Mannschaft in der viertklassigen Regionalliga Nord. Bereits kurz nach seinem 18. Geburtstag hatte Ronstadt Anfang August 2015 einen Profivertrag mit einer Laufzeit bis zum 30. Juni 2018 erhalten.
Zur Saison 2016/17 rückte Ronstadt unter Bruno Labbadia in den Profikader auf. Er kam aber weder unter Labbadia noch unter dessen Nachfolger Markus Gisdol zum Einsatz. Ronstadt kam stattdessen zu 23 Einsätzen in der Regionalliga Nord.
In der Saison 2017/18 stand Ronstadt ausschließlich im Kader der zweiten Mannschaft, für die er in 23 Spielen zum Einsatz kam und 4 Tore erzielte. Nach der Spielzeit verließ er den Verein mit Auslaufen seines Vertrags.

### Über Bremen nach Würzburg
Zur Saison 2018/19 wechselte Ronstadt innerhalb der Regionalliga Nord zur zweiten Mannschaft von Werder Bremen. Dort kam er in 30 Regionalligaspielen zum Einsatz.
Zur Saison 2019/20 wechselte Ronstadt in die 3. Liga zu den Würzburger Kickers. Er erhielt einen Vertrag bis zum 30. Juni 2021. Der 22-Jährige kam unter dem Cheftrainer Michael Schiele in 28 Drittligaspielen (23-mal von Beginn) zum Einsatz und stieg mit der Mannschaft in die 2. Bundesliga auf. In der Saison 2020/21 stand er in 24 Ligaspielen auf dem Platz und konnte dabei zwei Treffer per direktem Freistoß erzielen. Die Kickers stiegen jedoch als Tabellenletzter wieder ab.

### SV Darmstadt 98
Zur Saison 2021/22 wechselte Ronstadt ablösefrei zum Zweitligisten SV Darmstadt 98, bei dem er einen Vertrag bis zum 30. Juni 2024 unterschrieb. Wegen einer Bänderverletzung verpasste er den größten Teil der Vorbereitung. Später musste er aufgrund einer Corona-Infektion pausieren, weshalb er erst am 19. September 2021 für die Lilien debütierte. In seiner ersten Saison unter Torsten Lieberknecht kam er auf 14 Ligaeinsätze und schloss die Spielzeit mit der Mannschaft auf dem vierten Platz ab. In der Saison 2022/23 folgten 23 Zweitligaspiele (10-mal in der Startelf), in denen er zwei Tore zum Aufstieg in die Bundesliga beitrug. In der höchsten deutschen Spielklasse kam Ronstadt in der Saison 2023/24 bis zur Winterpause jedoch nur auf vier Einwechslungen.

### 1. FC Kaiserslautern
Anfang Januar 2024 wechselte Ronstadt zum Zweitligisten 1. FC Kaiserslautern.

## Nationalmannschaft
Ronstadt spielte je zweimal für die deutsche U16- und U17-Auswahl. Im November 2015 kam er einmal in der U19-Auswahl zum Einsatz.

## Erfolge
• Vize-Pokalsieger 2024
- Aufstieg in die Bundesliga: 2023
- Aufstieg in die 2. Bundesliga: 2020

## Privates
Frank Ronstadt ist gläubiger Christ.